# Dominical de San Antonio
El Dominical de San Antonio, uno de los mercados más emblemáticos de Barcelona, fue definido con estas palabras por el escritor Avel·lí Artís Gener (Tísner).

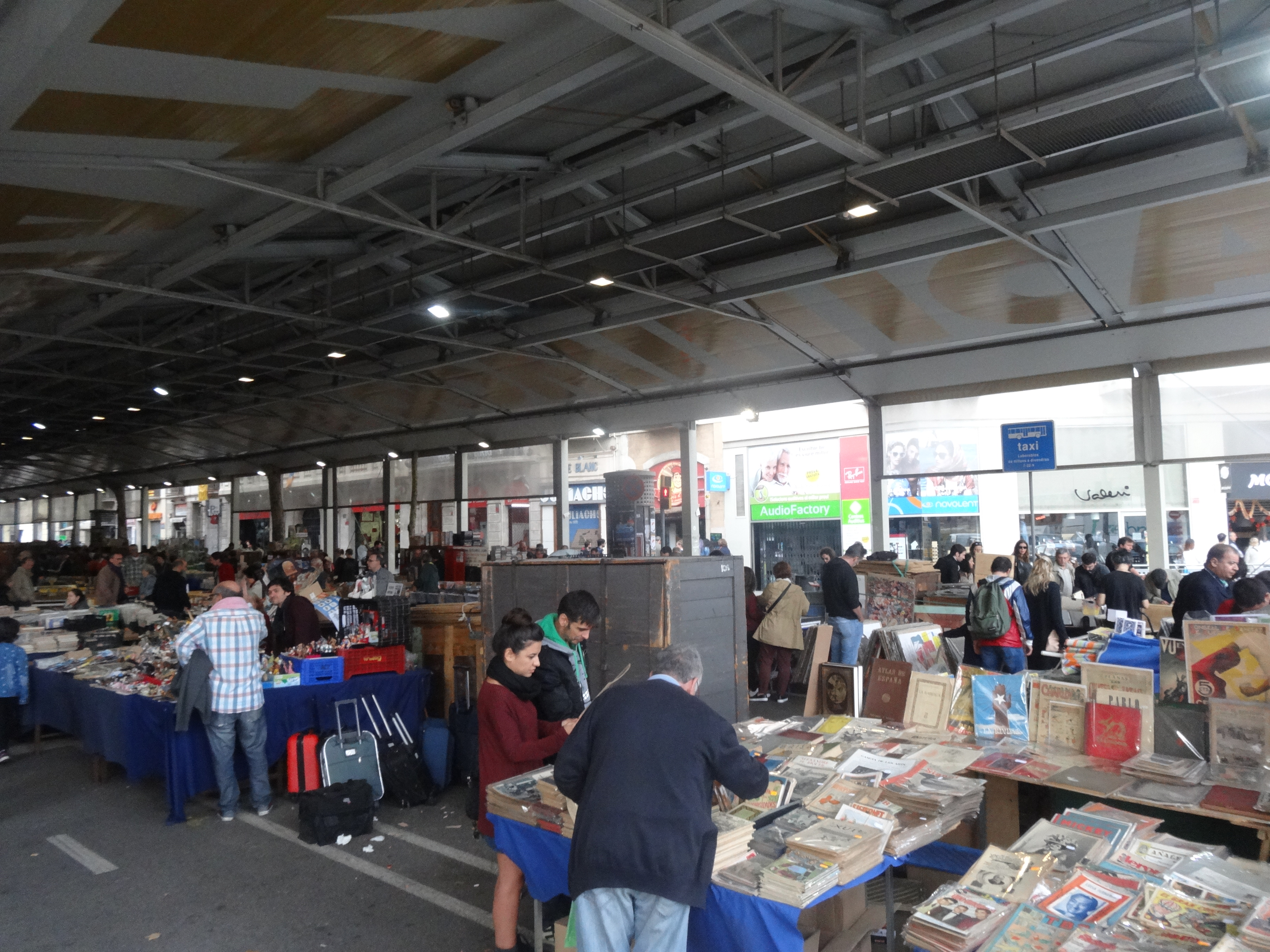
Mercado libre de San Antonio, Barcelona.

“…Cal consignar la dominical fira de llibres vells, amb l’espectacular congregació humana que origina, més les connotacions derivades de la noblesa de la mercaderia que hom compra.”  (“Es preciso consignar la dominical feria de libros viejos, con la espectacular congregación humana que origina, más las connotaciones derivadas de la nobleza de la mercancía que se compra”).

## Historia
Instalado desde 1936 en el Mercado de San Antonio, este mercado de segunda mano es heredero de la “Fira de Bellcaire”, que, según unos, se celebraba en las cercanías del puerto y, según otros, en el mismo emplazamiento en el que en 1882, se inauguraría el Mercado de San Antonio.
Tras la inauguración de este mercado de estilo modernista, la Fira de Bellcaire se trasladaría a sus alrededores: en un primer momento, a la Ronda de San Pablo y, posteriormente, a las calles Urgel, Tamarite y la Ronda de San Antonio. Precisamente en esta Ronda es donde empezarían a aparecer los primeros libreros - por aquel entonces, una veintena- junto al resto de feriantes.
Entre 1920 y 1936, la Fira de Bellcaire se trasladó a la Avenida del Paralelo, al lado del Molino. En este nuevo emplazamiento se institucionalizó el Mercado del Libro de Ocasión. En 1931 eran ya más de 300 los puestos dedicados al libro, con un gran éxito popular y el reconocimiento de la intelectualidad de la época. Fue en ese año cuando se crearía la primera agrupación de paradistas, cuyo primer objetivo fue la especialización del mercado para la venta exclusiva de libros, dado que la proliferación de esta actividad había desplazado cualquier otra.
En septiembre de 1934 nacería “El Nostre Butlletí”, que se presentaba como portavoz oficial de la agrupación y con una reivindicación que adquiría cada vez más fuerza: la vuelta al Mercado de San Antonio. Las inclemencias climáticas (el viento, la lluvia) que sufrían en el Paralelo, llevaron a la agrupación a solicitar al Ayuntamiento de Barcelona la posibilidad de utilizar las marquesinas de San Antonio como nuevo emplazamiento del Mercado del Libro de Ocasión. Finalmente, se llegó a un acuerdo con el Ayuntamiento en 1936, en virtud del cual los paradistas se instalarían en el Mercado de San Antonio, conocido entonces como Mercado del Padró. En ese mismo lugar se ha mantenido hasta nuestros días, con la nueva denominación de Mercado dominical de San Antonio.
La historia del Mercado del Libro de Ocasión es algo más. Es, sobre todo, la historia de los niños que, con ilusión, dan sus primeros pasos en el mundo de la cultura y, en compañía de sus padres, se acercan al mercado, compran cuentos y tebeos, cambian cromos repetidos y aprenden a amar los libros. Y así, generación tras generación. Esos mismos niños, ya adultos, siguen acudiendo al Mercado, y los cuentos  se convierten en libros o, tal vez, en colección de sellos, cómics o cualquier otro producto cultural.
Algunos de los  actuales paradistas son nietos de los primeros feriantes de Bellcaire. Durante el franquismo, muchos paradistas desarrollaron un trabajo loable a favor de la libertad de expresión, arriesgando su seguridad personal para recoger, comprar y vender a escondidas esos libros que estaban prohibidos por la dictadura.
El Mercado Dominical de San Antonio es una feria especializada en un determinado tipo de productos culturales. Sólo se permite la venta en soporte papel, magnético o videojuegos. Han sido habituales intelectuales como Guimerá, Pedro Pons, Rusiñol, Pedrolo, Tísner, Candel, Moix, Monzó, etc.; destacados representantes del mundo de la canción, del espectáculo y de la política, tales como Gurruchaga, Pasqual Maragall, Mario Cabré, Joan Manuel Serrat, Nina, Màgic Andreu, Gila, Puigcorbé, Nazario; y, ocasionalmente, alguna estrella del cine como Úrsula Andrews, acompañada por Fabio Testi, o el director de fotografía, Néstor Almendros.
El Mercado Dominical de San Antonio se ha convertido en una pequeña joya de Barcelona, única en el mundo.  En palabras de Tísner, 

“parlem molt sovint de com cal fer sortir la cultura al carrer. El nostre mercat de llibres demostra com  nosaltres ja ho practiquem des de fa anys”. (“hablamos muy a menudo de cómo hay que hacer salir la cultura a la calle. Nuestro mercado de libros demuestra que ya lo practicamos desde hace años”)

Se trata de la feria de estas características más grande del mundo; este mercado configura una oferta única en la ciudad y es visitado cada domingo por más de 5.000 personas.